# 约阿希姆·迈施纳
约阿希姆·迈施纳（德語：Joachim Meischner，1946年8月13日—），德国男子冬季两项运动员。他曾代表东德参加1972年冬季奥林匹克运动会冬季两项比赛，获得男子4×7.5公里接力铜牌。